# Ochotona syrinx
Ochotona syrinx — вид зайцеподібних гризунів з родини пискухових (Ochotonidae).

## Таксономічна примітка
Таксон включав O. sacraria і був включений до huangensis (тепер синонім dauurica); включає xunhuaensis, який вважався окремим видом.

## Морфологічна характеристика
Це досить мала пискуха з довжиною тіла від 13 до 27 см і вагою від 60 до 110 г, довжина задньої лапки від 23 до 32 міліметри. Колір спини від коричневого до рудувато-коричневого, частково вкраплений темнішими кінчиками волосся. Черево охристе, горло і груди червонувато-бурі. Зимова шерсть довша, м'якша та сірішого кольору, ніж в інші сезони. Вуха невеликі та округлі, довжиною від 15 до 26 міліметрів, вони сірі всередині біля основи та коричневі у верхній частині з вузькою білою облямівкою.

## Поширення
Країни проживання: Китай. Охоплює частини провінцій Сичуань, південний Ганьсу, Шеньсі, західний Хенань і західний Хубей, а також Цинхай.

## Спосіб життя
Живе в гірських лісах на висоті від 1800 до 3100 метрів. Тварини ведуть денний спосіб життя і риють нори в землі, як і інші пікухи, ймовірно, харчуються в основному зеленими частинами рослин. Репродуктивний період у тварин починається навесні, і молодняк народжується з травня по вересень. 